# Curling-Weltmeisterschaft der Herren 1980
Die Curling-Weltmeisterschaft der Herren 1980 (offiziell: Air Canada Silver Broom 1980) war die 22. Austragung (inklusive Scotch Cup) der Welttitelkämpfe im Curling der Herren. Sie wurde vom 24. bis 29. März des Jahres im kanadischen Moncton, New Brunswick im Moncton Coliseum veranstaltet.
Die Curling-Weltmeisterschaft der Herren wurde in einem Rundenturnier (Round Robin) zwischen den Mannschaften aus Schottland, Kanada, den Vereinigten Staaten, der Bundesrepublik Deutschland, Schweden, Norwegen, Frankreich, der Schweiz, Dänemark und Italien ausgespielt.
Die Spiele wurden auf zehn Ends angesetzt.
Nach dem Weltmeistertitel 1972 und dem Fluch von LaBonte blieben die Kanadier lange Zeit ohne WM-Titel. Erst in diesem Jahr stand man wieder ganz oben auf dem Siegertreppchen nach dem Finalsieg gegen den Titelverteidiger Norwegen (7:6).

## Teilnehmende Nationen
| BR Deutschland | Dänemark | Frankreich                                                                                                  | Italien | Kanada                                                                                                  |
| --- | --- | --- | --- | --- |
| CC Schwenningen, Schwenningen Skip: Hans Dieter Kiesel Third: Franz Engler Second: Willie Rosenfelder Lead: Heiner Martin | Hvidovre CC, Hvidovre Skip: Jørn Blach Third: Arne Pedersen Second: Freddy Bartelsen Lead: Bent Jørgensen          | Bischeim CC, Straßburg Skip: René Robert Third: Jean-Marc Causeret Second: Claude Groff Lead: Henri Müller  | Tofane CC, Cortina d’Ampezzo Fourth: Andrea Pavani Skip: Giuseppe Dal Molin Second: Giancarlo Valt Lead: Enea Pavani | Nutana CC, Saskatoon, SK Skip: Rick Folk Third: Ron Mills Second: Tom Wilson Lead: Jim Wilson           |
| Norwegen | Schottland | Schweden | Schweiz | Vereinigte Staaten                                                                                      |
| Bygdøy CC, Oslo Skip: Kristian Sørum Third: Eigil Ramsfjell Second: Gunnar Meland Lead: Harald Ramsfjell                  | Aberdeen CC, Aberdeen Skip: Barton Henderson Third: Greig Henderson Second: Bill Henderson Lead: Alistair Sinclair | Karlstads CK, Karlstad Skip: Ragnar Kamp Third: Håkan Ståhlbro Second: Thomas Håkansson Lead: Lars Lindgren | Lausanne-Riviera CC, Lausanne Skip: Jürg Tanner Third: Jürg Hornisberger Second: Franz Tanner Lead: Patrik Lörtscher | Hibbing CC, Hibbing, MN Skip: Paul Pustovar Third: John Jankila Second: Gary Kleffman Lead: Jerry Scott |

## Tabelle der Round Robin
| Schlüssel | Schlüssel                      |
| --------- | ------------------------------ |
|           | Qualifiziert für die Play-offs |
|           | Tie-Breaker                    |

| Platz | Team               | Spiele | Siege | Ndlg. |
| ----- | ------------------ | ------ | ----- | ----- |
| 1.    | Kanada             | 9      | 9     | 0     |
| 2.    | Norwegen           | 9      | 7     | 2     |
| 2.    | Schweiz            | 9      | 7     | 2     |
| 4.    | Schweden           | 9      | 6     | 3     |
| 5.    | Vereinigte Staaten | 9      | 6     | 3     |
| 6.    | BR Deutschland     | 9      | 4     | 5     |
| 7.    | Italien            | 9      | 3     | 6     |
| 8.    | Schottland         | 9      | 2     | 7     |
| 9.    | Dänemark           | 9      | 1     | 8     |
| 10.   | Frankreich         | 9      | 0     | 9     |

## Ergebnisse der Round Robin

### Runde 1
| Italien | Dänemark |
| 6       | 5        |

| Vereinigte Staaten | Schottland |
| 7                  | 4          |

| Schweiz | Schweden |
| 6       | 4        |

| BR Deutschland | Frankreich |
| 5              | 2          |

| Kanada | Norwegen |
| 7      | 2        |

### Runde 2
| BR Deutschland | Schottland |
| 10             | 6          |

| Kanada | Schweiz |
| 7      | 6       |

| Italien | Frankreich |
| 8       | 4          |

| Norwegen | Vereinigte Staaten |
| 8        | 1                  |

| Schweden | Dänemark |
| 7        | 3        |

### Runde 3
| Vereinigte Staaten | Schweiz |
| 7                  | 1       |

| Schweden | Frankreich |
| 15       | 3          |

| Norwegen | BR Deutschland |
| 10       | 4              |

| Kanada | Dänemark |
| 10     | 2        |

| Italien | Schottland |
| 6       | 5          |

### Runde 4
| Norwegen | Schweden |
| 10       | 2        |

| BR Deutschland | Dänemark |
| 5              | 4        |

| Kanada | Schottland |
| 7      | 4          |

| Schweiz | Italien |
| 10      | 3       |

| Vereinigte Staaten | Frankreich |
| 8                  | 3          |

### Runde 5
| Schweiz | Frankreich |
| 9       | 1          |

| Norwegen | Italien |
| 6        | 4       |

| Schweden | Vereinigte Staaten |
| 5        | 4                  |

| Kanada | BR Deutschland |
| 10     | 4              |

| Schottland | Dänemark |
| 5          | 4        |

### Runde 6
| Schweden | Schottland |
| 12       | 5          |

| Kanada | Vereinigte Staaten |
| 5      | 4                  |

| BR Deutschland | Italien |
| 12             | 2       |

| Dänemark | Frankreich |
| 8        | 4          |

| Schweiz | Norwegen |
| 6       | 5        |

### Runde 7
| Vereinigte Staaten | BR Deutschland |
| 8                  | 4              |

| Schweden | Italien |
| 6        | 5       |

| Schweiz | Dänemark |
| 7       | 2        |

| Norwegen | Schottland |
| 6        | 5          |

| Kanada | Frankreich |
| 9      | 3          |

### Runde 8
| Schottland | Frankreich |
| 8          | 4          |

| Schweiz | BR Deutschland |
| 12      | 2              |

| Kanada | Schweden |
| 8      | 6        |

| Vereinigte Staaten | Italien |
| 8                  | 2       |

| Norwegen | Dänemark |
| 6        | 3        |

### Runde 9
| Kanada | Italien |
| 4      | 2       |

| Norwegen | Frankreich |
| 8        | 2          |

| Vereinigte Staaten | Dänemark |
| 10                 | 2        |

| Schweiz | Schottland |
| 6       | 4          |

| Schweden | BR Deutschland |
| 5        | 3              |

## Play-off

### Turnierbaum
|  | Halbfinale | Halbfinale | Halbfinale |  |  | Finale | Finale   | Finale |
|  |            |            |            |  |  |        |          |        |
|  | 2          | Schweiz    | 6          |  |  |        |          |        |
|  | 3          | Norwegen   | 9          |  |  | 1      | Kanada   | 7      |
|  |            |            |            |  |  | 3      | Norwegen | 6      |

### Halbfinale
| Norwegen | Schweiz |
| 9        | 6       |

### Finale
| Kanada | Norwegen |
| 7      | 6        |

## Endstand
| Platz | Land               |
| ----- | ------------------ |
| 1     | Kanada             |
| 2     | Norwegen           |
| 3     | Schweiz            |
| 4     | Schweden           |
| 5     | Vereinigte Staaten |
| 6     | BR Deutschland     |
| 7     | Italien            |
| 8     | Schottland         |
| 9     | Dänemark           |
| 10    | Frankreich         |